# Anna Obiała
Anna Obiała, tidigare Stencel, född 28 augusti 1995 i Piła, är en polsk volleybollspelare (center) som spelar för KS Developres Rzeszów. Obiała var en del av Polens landslag vid VM 2022.
I juni 2022 gifte hon sig med Filip Obała.

## Karriär
Obiała började sin seniorkarriär i PTPS Piła och spelade för klubben mellan 2013 och 2019. I juli 2019 gick hon till KS Pałac Bydgoszcz. Inför säsongen 2020/2021 flyttade Obiała till KS Developres Rzeszów.

## Klubbar
- PTPS Piła (2013–2019)
- KS Pałac Bydgoszcz (2019–2020)
- KS Developres Rzeszów (2020–)

## Meriter
KS Developres Rzeszów
- Polska mästerskapet
  -  Silver 2021, 2022

- Polska cupen
  -  Guld 2022

- Polska supercupen
  -  Guld 2021